# Ilia Ivanschitz
Ilia Ivanschitz (* 7. April 2007 in Athen, Griechenland) ist ein österreichischer Fußballspieler.

## Karriere

### Verein
Ivanschitz begann seine Karriere beim First Vienna FC. Im Jänner 2021 wechselte er in die Jugend des FC Red Bull Salzburg, bei dem er ab der Saison 2021/22 auch sämtliche Altersstufen in der Akademie durchlief.
Zur Saison 2025/26 rückte er in den Kader des zweitklassigen Farmteams FC Liefering. Sein Debüt in der 2. Liga gab er im August 2025, als er am dritten Spieltag jener Saison gegen den SK Sturm Graz II in der 76. Minute für Oliver Lukić eingewechselt wurde.

### Nationalmannschaft
Ivanschitz spielte im April 2022 erstmals für eine österreichische Jugendnationalauswahl. Im September 2023 debütierte er in der U-17-Mannschaft. Mit dieser nahm er 2024 an der EM teil. Beim Turnier kam er zu drei Einsätzen, Österreich schied im Viertelfinale aus.

## Persönliches
Sein Vater Andreas (* 1983) war ebenfalls Fußballspieler und österreichischer Nationalspieler. Ilia wurde in Athen geboren, als Andreas bei Panathinaikos aktiv war.